# Rock the Boat (chanson d'Hues Corporation)
Pour les articles homonymes, voir Rock the Boat.
Rock the Boat est une chanson disco du groupe américain The Hues Corporation, sortie en 1974. La chanson a été écrite par Waldo Holmes, qui a aussi écrit les chansons du film Blacula, le vampire noir. Elle a atteint la première place du Billboard Hot 100.

## Cinéma
La chanson apparait sur la bande originale des films suivants : 
- L'Impasse (1993), de Brian De Palma
- La Fièvre du roller (2005), de Malcolm D. Lee
- Seul sur Mars (2015), de Ridley Scott